# Відносини Лівія — Європейський Союз
Відносини Лівія-Європейський Союз — це зовнішні відносини між країною Лівією та Європейським Союзом.
До громадянської війни в Лівії 2011 року ЄС і Лівія вели переговори про угоду про співпрацю, яка зараз заморожена. ЄС працював над застосуванням санкцій щодо лівійського конфлікту, надав допомогу, а деякі члени брали участь у військових діях.

## Історія європейсько-лівійських відносин
Лівія має довгі та бурхливі відносини з материковою Європою.

### Грецька, Перська, Карфагенська та Римська імперії
У 630 році до нашої ери стародавні греки колонізували Східну Лівію і заснували місто Кирена. Протягом 200 років у районі, який став відомим як Киренаїка, було створено ще чотири важливі грецькі міста. Греки Пентаполісу чинили опір зазіханням стародавніх єгиптян зі Сходу, а також карфагенян із Заходу, але в 525 р. до н.е. . Олександра зустріли греки, коли він увійшов у Киренаїку в 331 році до нашої ери, і Східна Лівія знову опинилася під контролем греків, цього разу як частина Птолемеєвого королівства. Карфагенська імперія прийшла до влади, щоб утримати владу над узбережжям більшої частини сучасної Лівії, але пізніше була охоплена Римською імперією після Пунічних воєн.

### Османська імперія та фашистська Італія
Лівія була частиною Османської імперії, яка розпалася після подій Першої світової війни. З 1912 по 1943 рік Лівія була під контролем Італії . Італія втратила землі під час Північноафриканської кампанії Другої світової війни. Сполучене Королівство та Франція керували регіоном, поки 24 грудня 1951 року Лівія не проголосила свою незалежність як Сполучене Лівійське королівство.

### Друга громадянська війна в Лівії та європейська мігрантська криза
До громадянської війни в Лівії 2011 року ЄС і Лівія вели переговори про угоду про співпрацю, яка зараз заморожена. ЄС працював над застосуванням санкцій щодо лівійського конфлікту, надав допомогу, а деякі члени брали участь у військових діях. Триваюча Друга громадянська війна в Лівії та європейська мігрантська криза викликають напруженість по обидва боки Середземного моря.

## Мальтійська декларація
Мальтійська декларація (ЄС) — це декларація, зроблена 3 лютого 2017 року під час європейської міграційної кризи лідерами Європейського Союзу на Мальті, яка на той час головувала, і зосереджена на заходах для стримування потоку імміграції з Лівії до Італії та ЄС.
ЄС тісно співпрацює з Лівією щодо безпеки мігрантів за допомогою таких дій, як операція «Софія» та навчання лівійської берегової охорони.